# Saison 7 de Gilmore Girls
Chronologie
Saison 6
Cet article présente le guide des épisodes de la septième et dernière saison de la série télévisée américaine Gilmore Girls.

## Synopsis
Lorelai est de nouveau avec Christopher, le père de Rory. Cette relation est observée et critiquée par la majorité des habitants de Stars Hollow. Rory commence sa dernière année à Yale tout en étant éditrice du journal de l’université. Elle tente tant bien que mal de gérer une relation longue distance avec Logan, qui vit désormais à Londres.

## Distribution

### Acteurs principaux
- Lauren Graham (VF : Nathalie Régnier) : Lorelai Gilmore
- Alexis Bledel (VF : Noémie Orphelin) : Rory Gilmore
- Scott Patterson (VF : Patrick Laplace) : Luke Danes
- Kelly Bishop (VF : Régine Blaess) : Emily Gilmore
- Edward Herrmann (VF : Bernard Demory) : Richard Gilmore
- Keiko Agena (VF : Solène Davan-Soulas) : Lane Kim
- Melissa McCarthy (VF : Véronique Volta) : Sookie St. James
- Yanic Truesdale (VF : Yann Le Madic) : Michel Gerard
- Liza Weil (VF : Caroline Pascal) : Paris Geller
- Sean Gunn (VF : Éric Missoffe) : Kirk Gleason
- David Sutcliffe (VF : Patrice Baudrier) : Christopher Hayden
- Matt Czuchry (VF : Ludovic Baugin) : Logan Huntzberger

### Acteurs secondaires
- Sebastian Bach (VF : Emmanuel Garijo) : Gil  Gil (épisodes 11 et 16)
- John Cabrera (VF : Olivier Korol) : Brian Fuller
- Gregg Henry (VF : Gabriel Le Doze) : Mitchum Huntzberger  (épisodes 15 et 17)
- Jackson Douglas (VF : Stéphane Ronchewski) : Jackson Belleville
- Emily Kuroda (VF : Yumi Fujimori) : Mrs. Kim
- Todd Lowe (VF : François Creton) : Zach Van Gerbig
- Vanessa Marano (VF : Florine Orphelin) : April Nardini
- Sherilyn Fenn (VF : Ivana Coppola) : Anna Nardini
- Danny Strong (VF : Laurent Morteau) : Doyle McMaster
- Sally Struthers (VF : Yvette Petit) : Babette Dell
- Liz Torres (VF : Monique Thierry) : Miss Patty
- Kathleen Wilhoite (VF : Sophie Arthuys) : Liz Danes
- Krysten Ritter (VF : Bérangère Jean) : Lucy
- Kathy Baker : Mia (épisode 17)
- Grant-Lee Phillips : Grant-Lee Phillips (épisode 18)

## Épisodes

### Épisode 1:La Fusée
- États-Unis : 26 septembre 2006 sur The CW[2]
- Québec : 9 janvier 2008 sur VRAK
- Belgique : 15 avril 2008 sur Club RTL
- France : 2 mai 2008 sur France 4

### Épisode 2:Rory aux pays des sushis
- États-Unis : 3 octobre 2006 sur The CW
- Québec : 16 janvier 2008 sur VRAK
- Belgique : 16 avril 2008 sur Club RTL
- France : 2 mai 2008 sur France 4

### Épisode 3:Michel au bal des débutantes
- États-Unis : 10 octobre 2006 sur The CW
- Québec : 23 janvier 2008 sur VRAK
- Belgique : 17 avril 2008 sur Club RTL
- France : 5 mai 2008 sur France 4

### Épisode 4:Calamity Emily
- États-Unis : 17 octobre 2006 sur The CW
- Québec : 30 janvier 2008 sur VRAK
- Belgique : 18 avril 2008 sur Club RTL
- France : 5 mai 2008 sur France 4

### Épisode 5:Un vent mauvais
- États-Unis : 24 octobre 2006 sur The CW
- Québec : 6 février 2008 sur VRAK
- Belgique : 21 avril 2008 sur Club RTL
- France : 6 mai 2008 sur France 4

### Épisode 6:Yale porte ouverte
- États-Unis : 7 novembre 2006 sur The CW
- Québec : 13 février 2008 sur VRAK
- Belgique : 22 avril 2008 sur Club RTL
- France : 6 mai 2008 sur France 4

### Épisode 7:Romance à Paris
- États-Unis : 14 novembre 2006 sur The CW
- Québec : 20 février 2008 sur VRAK
- Belgique : 23 avril 2008 sur Club RTL
- France : 7 mai 2008 sur France 4

### Épisode 8:L'Annonce du mariage
- États-Unis : 21 novembre 2006 sur The CW
- Québec : 27 février 2008 sur VRAK
- Belgique : 24 avril 2008 sur Club RTL
- France : 7 mai 2008 sur France 4

### Épisode 9:À vos aiguilles
- États-Unis : 28 novembre 2006 sur The CW
- Québec : 5 mars 2008 sur VRAK
- Belgique : 25 avril 2008 sur Club RTL
- France : 8 mai 2008 sur France 4

### Épisode 10:Joyeuses Beignes
- États-Unis : 5 décembre 2006 sur The CW
- Québec : 12 mars 2008 sur VRAK
- Belgique : 28 avril 2008 sur Club RTL
- France : 8 mai 2008 sur France 4

### Épisode 11:Petit Cadeau de Noël
- États-Unis : 23 janvier 2007 sur The CW
- Québec : 19 mars 2008 sur VRAK
- Belgique : 29 avril 2008 sur Club RTL
- France : 9 mai 2008 sur France 4

### Épisode 12:Témoin de moralité
- États-Unis : 30 janvier 2007 sur The CW
- Québec : 26 mars 2008 sur VRAK
- Belgique : 30 avril 2008 sur Club RTL
- France : 9 mai 2008 sur France 4

### Épisode 13:L'Attente
- États-Unis : 6 février 2007 sur The CW
- Québec : 2 avril 2008 sur VRAK
- Belgique : 1er mai 2008 sur Club RTL
- France : 12 mai 2008 sur France 4

### Épisode 14:Adieu, mon chien
- États-Unis : 13 février 2007 sur The CW
- Québec : 9 avril 2008 sur VRAK
- Belgique : 2 mai 2008 sur Club RTL
- France : 12 mai 2008 sur France 4

### Épisode 15:Emily: Prise de conscience
- États-Unis : 20 février 2007 sur The CW
- Québec : 16 avril 2008 sur VRAK
- Belgique : 5 mai 2008 sur Club RTL
- France : 13 mai 2008 sur France 4

### Épisode 16:La Fête des bébés de Lane
- États-Unis : 27 février 2007 sur The CW
- Québec : 23 avril 2008 sur VRAK
- Belgique : 6 mai 2008 sur Club RTL
- France : 13 mai 2008 sur France 4

### Épisode 17:Entre filles
- États-Unis : 6 mars 2007 sur The CW
- Québec : 30 avril 2008 sur VRAK
- Belgique : 7 mai 2008 sur Club RTL
- France : 14 mai 2008 sur France 4

### Épisode 18:Le Festival du printemps
- États-Unis : 17 avril 2007 sur The CW
- Québec : 7 mai 2008 sur VRAK
- Belgique : 8 mai 2008 sur Club RTL
- France : 14 mai 2008 sur France 4

### Épisode 19:À bicyclette
- États-Unis : 24 avril 2007 sur The CW
- Belgique : 9 mai 2008 sur Club RTL
- Québec : 14 mai 2008 sur VRAK
- France : 15 mai 2008 sur France 4

### Épisode 20:Un chant d'amour
- États-Unis : 1er mai 2007 sur The CW
- Belgique : 12 mai 2008 sur Club RTL
- France : 15 mai 2008 sur France 4
- Québec : 21 mai 2008 sur VRAK

### Épisode 21:La Remise des diplômes de Rory
- États-Unis : 8 mai 2007 sur The CW
- Belgique : 13 mai 2008 sur Club RTL
- France : 16 mai 2008 sur France 4
- Québec : 28 mai 2008 sur VRAK

### Épisode 22:Bon voyage, Rory
- États-Unis : 15 mai 2007 sur The CW
- Belgique : 14 mai 2008 sur Club RTL
- France : 16 mai 2008 sur France 4
- Québec : 4 juin 2008 sur VRAK